# 굳세어라 금순아 (드라마)
《굳세어라 금순아》는 2005년 2월 14일부터 2005년 9월 30일까지 방송된 MBC 일일 드라마이다.
본 작품부터 HD로 제작하여 방송되었다.

## 등장 인물

### 주요 인물
- 한혜진 : 나금순 역
- 강지환 : 구재희 역
- 이세은 : 장은주 역
- 김서형 : 하성란 역
- 이민기 : 노태완 역
- 김유석 : 노시완 역

### 금순 가족
- 윤여정 : 할머니 역
- 양희경 : 금아 엄마 역
- 최자혜 : 나금아 역
- 이희도 : 금아 아버지 역
- 이준혁 : 우주 역

### 노소장네
- 박인환 : 노 소장 역
- 김자옥 : 김정심 역
- 김남길 : 금순 남편, 셋째 아들 노정완 역(1 ~ 11회)
- 이은수 : 금순이 아들 휘성 역

### 재희네
- 윤미라 : 오미자 역

### 장 박사네
- 장용 : 장기중 박사 역
- 양미경 : 김영옥 역
- 김소영 : 장은진 역

### 그 외 인물
- 왕희지 : 윤소란 실장 역
- 채윤서 : 안혜미 역
- 우경하
- 김영선 : 영양사 역
- 오협 : 오지운 역
- 염재욱
- 고혜성
- 박팔영
- 김광인

## 수상
- 2005년 MBC 연기대상 여자 최우수상 한혜진
- 2005년 MBC 연기대상 남자 신인상, 우수 연기상 강지환
- 2005년 MBC 연기대상 남자 신인상 이민기
- 2005년 MBC 연기대상 가족상

## 참고 사항
- 윤여정이 영화 《친절한 금자씨》 조연을 거절하고 MBC 일일 드라마에 캐스팅 되었다.
- 한혜진이 분한 나금순 역할은 당초 최강희에게 먼저 제의가 들어왔으나 라디오 DJ 활동 등 바쁜 스케줄을 이유로 출연을 고사했다.
- 남자 주인공 구재희 역할은 당초 김호진한테 먼저 제의가 갔지만 KBS 2TV 월화 드라마 《열여덟 스물아홉》에 아내 김지호와 동반 출연하기 위해 고사한 바 있다.[1]
- 남자 출연 배우의 캐스팅 난항으로 제작 발표회에는 나머지 출연진들만 참석했었다.[2]
- 윤여정, 장용을 KBS 2TV 주말 드라마 《슬픔이여 안녕》과 겹치기 출연으로 비난을 샀다.[3]
- 뒤틀린 가족 관계와 자극적인 설정 등 내용 상의 문제로 비판을 사기도 했다[4].
- 해당 프로그램은 종영 8년 만에 《애섬량》으로 리메이크 되었고 중국판은 장카이퉁, 판이천이 출연하였다.